# Irakli Rewiszwili
Irakli Rewiszwili (gruz. ირაკლი რევიშვილი; ur. 3 listopada 1989 w Tbilisi) – gruziński pływak, wielokrotny uczestnik pływackich mistrzostw Europy i świata, trzykrotny olimpijczyk (Pekin, Rio de Janeiro, Tokio).

## Kariera
Zadebiutował w 2004 roku, biorąc udział w mistrzostwach świata na basenie 25-metrowym rozgrywanych w Indianapolis. Brał udział w konkurencjach 400 i 1500 st. dowolnym i zajął w zmaganiach odpowiednio 29. i 22. pozycję. Rok później został uczestnikiem mistrzostw świata na basenie 50-metrowym, w ich ramach startował w trzech konkurencjach pływackich techniką dowolną na dystansie 400, 800 i 1500 m – zajął w tabeli wyników odpowiednio 49., 38. oraz 29. pozycję. W 2007 uczestniczył w mistrzostwach Europy juniorów, gdzie m.in. zajął 10. pozycję w konkurencji 1500 m st. dowolnym.
Trzykrotnie brał udział w letnich igrzyskach olimpijskich. Na igrzyskach w Pekinie startował w konkurencji 200 m st. dowolnym, gdzie w tabeli wyników zajął 53. pozycję z czasem 1:53,60. W ramach igrzysk w Rio de Janeiro wystąpił w konkurencji 400 m st. dowolnym, w której zmagania zakończył na 45. pozycji z czasem 4:00,56. Na igrzyskach w Tokio również wystąpił w konkurencji 400 m st. dowolnym – zajął w tabeli wyników 32. pozycję z czasem 3:57,49.

## Rekordy życiowe
| Konkurencja           | Data             | Miejsce    | Rezultat   |
| Basen 50 m            | Basen 50 m       | Basen 50 m | Basen 50 m |
| --------------------- | ---------------- | ---------- | ---------- |
| 50 m stylem dowolnym  | 14 czerwca 2012  | Stambuł    | 24,81      |
| 100 m stylem dowolnym | 17 czerwca 2012  | Stambuł    | 52,34      |
| 100 m stylem dowolnym | 3 maja 2013      | Brześć     | 52,34      |
| 200 m stylem dowolnym | 16 czerwca 2012  | Stambuł    | 1:51,84    |
| 400 m stylem dowolnym | 21 kwietnia 2016 | Brześć     | 3:56,05    |
| 800 m stylem dowolnym | 23 kwietnia 2016 | Brześć     | 8:14,20    |
| Basen 25 m            |                  |            |            |
| 50 m stylem dowolnym  | 13 grudnia 2013  | Herning    | 24,26      |
| 100 m stylem dowolnym | 13 grudnia 2013  | Herning    | 50,54      |
| 200 m stylem dowolnym | 15 grudnia 2013  | Herning    | 1:48,41    |
| 400 m stylem dowolnym | 12 grudnia 2013  | Herning    | 3:50,31    |

Źródło: 